# Dacus bistrigatus
Dacus bistrigatus är en tvåvingeart som beskrevs av Friedrich Hermann Loew 1852. Dacus bistrigatus ingår i släktet Dacus och familjen borrflugor.
Artens utbredningsområde är Moçambique. Inga underarter finns listade i Catalogue of Life.